# Акулова-Руднева, Раиса Фёдоровна
Раиса Фёдоровна Акулова-Руднева (1905, Владикавказ — 1981) — советский хирург и курортолог, доктор медицинских наук, профессор.

## Биография
Родилась 23 августа 1905 года[по какому календарю?] во Владикавказе. Её отец Фёдор Тарасович Акулов (1878—1943) имел звание фельдшера, но фактически работал врачом. Мать умерла, когда Раисе было 4 года.
С детства по примеру отца хотела стать врачом. Среднюю школу окончила в 1921 году и поступила на медицинский факультет Северо-Кавказского университета. Во время учёбы увлеклась хирургией, на четвёртом курсе занималась на кафедре факультетской хирургии под руководством Н. И. Напалкова. Окончила университет в 1926 году, после чего работала лаборантом химико-бактериологического института во Владикавказе.
С января 1927 года по 1930 год была внештатным ординатором клиники госпитальной хирургии в Ростове-на-Дону под руководством Н. А. Богораза. В это время выполнила научную работу, посвящённую изменениям лейкоцитов под влиянием наркоза и хирургических вмешательств, её результаты были опубликованы в 1932 году в немецком научном журнале «Archiv für Klinische Chirurgie». Летом 1929 года вместе с мужем участвовала в противочумной экспедиции в село Заветное.
Окончив ординатуру в 1930 году направлена на работу хирургом в поликлинику Новороссийска. Затем переехала по месту жительства мужа в Ростов-на-Дону. С 1931 по 1936 год работала ординатором ортопедического отделения Института нейрохирургии, ортопедии и физиотерапии. С 1936 по 1938 год — ординатором и дежурным хирургом в травматологическом отделении Института неотложной помощи. С 1938 по 1942 год — ассистентом клиники госпитальной хирургии Ростовского медицинского института под руководством Н. А. Богораза, где вела занятия со студентами и на курсах специализации военных врачей.
В период Финской войны служила начальником хирургического отделения для тяжелораненых эвакогоспиталя № 1598. С начала Великой Отечественной войны служила начальником хирургического отделения эвакогоспиталя в Ростове-на-Дону. С января 1942 года в эвакуации с отцом и дочерью в Кисловодске. Служила ведущим хирургом эвакогоспиталя № 2042 управления госпиталей ВЦСПС. Работая в отделении для пациентов с ранениями в кисти рук и пальцы, которые считались лёгкими, но давали высокий процент инвалидности, с июня 1942 года начала применять для лечения рефлекторных контрактур сочетание хирургических операций на нервах с последующей бальнеотерапией, что дало лучшие результаты, чем применявшиеся ранее методы лечения. Результаты этой работы позднее обобщила в кандидатской диссертации.
В период немецкой оккупации Кисловодска оставалась в городе, продолжала оказывать помощь раненым, которых не удалось эвакуировать (они скрывались у местного населения и в Карачаевской больнице). После освобождения Кисловодска назначена ведущим хирургом эвакогоспиталя № 3177. Также оказывала консультативную и хирургическую помощь другим госпиталям по вопросам лечения ранений нервов, вела педагогическую работу, в том числе как ассистент, а затем доцент кафедры военно-полевой хирургии эвакуированного в Кисловодск филиала 1-го Ленинградского медицинского института.
4 октября 1944 года в Ростовском медицинском институте защитила кандидатскую диссертацию «Огнестрельные ранения кисти и пальцев и их лечение».
В 1945 году переехала в Москву, где работал её муж. С 1 марта 1945 года работала в Государственном центральном институте курортологии (позже Центральный НИИ курортологии и физиотерапии):
- с 1945 года — старший научный сотрудник хирургического отделения;
- с 1961 года — руководитель клинического отдела;
- с 1966[16] или 1967 года — руководитель отделения сосудистой патологии[17];
- с 1973 по 1979 год — научный консультант[16].

Входила в учёный совет института и в редколлегию журнала «Вопросы курортологии, физиотерапии и лечебной физической культуры».
Всё это время продолжала заниматься научной работой. В апреле 1959 года в АМН СССР защитила докторскую диссертацию «Бальнеотерапия в комплексном лечении сосудистых и трофических расстройств на нижних конечностях». Также вела педагогическую работу на кафедре физиотерапии Центрального института усовершенствования врачей, различных курсах и семинарах. Профессор с 1963 года. Неоднократно участвовала в международных научно-медицинских конгрессах.
Умерла 28 апреля 1981 года от инфаркта миокарда. Похоронена рядом с мужем на Введенском кладбище Москвы (участок 9).

## Научное наследие
Автор 92 научных работ, включая три монографии. Основные темы: патогенез рефлекторных контрактур при ранениях нервных стволов кисти и пальцев; патогенез, клиника и консервативное лечение облитерирующих заболеваний нижних конечностей с посттромбофлебическим синдромом, бальнеолечение сосудистых заболеваний, сосудистых и трофических расстройств нижних конечностей.
Научный руководитель 7 кандидатских и 5 докторских диссертаций.

## Награды
- Орден Ленина (1954)[17].
- 5 медалей[16], в том числе: «За победу над Германией»[15], «Двадцать лет Победы в Великой Отечественной войне» (25 января 1966)[20], «100-летие Н. А. Богораза» (за заслуги в развитии восстановительной хирургии; 20 сентября 1974)[21].
- Значки «Отличнику здравоохранения» (1954) и «Отличник курортов профсоюзов» (1969)[17].
- Множество благодарностей, грамот и премий, в том числе:
  - За работу во время Финской войны: благодарность и денежная премия Наркомздрава РСФСР (июль 1940); грамота Северо-Кавказского военного округа (декабрь 1940)[13].
  - За работу во время Великой Отечественной войны — грамота ВЦСПС[15].

## Семья
Муж — Георгий Павлович Руднев (1899—1970), врач-инфекционист, академик АМН СССР.
- Дочь — Елена Георгиевна Руднева (р. 17 сентября 1932), доктор филологических наук, преподаватель теории литературы, заслуженный профессор МГУ[23][24].
  - Внучка — Наталья Николаевна Колотилова (р. 13 января 1957)[25], доктор биологических наук, специалист в области экологии микроорганизмов и историк науки, заслуженный преподаватель МГУ[26][27].